# Haschbach am Glan
Haschbach am Glan ist ein Ortsteil der im Landkreis Kusel gelegenen Ortsgemeinde Henschtal. Der Ort liegt, trotz des Namens, nicht unmittelbar am Glan, sondern am Henschbach, einem Glanzufluss; die Zusatzbezeichnung kam zur Unterscheidung von der ebenfalls im Landkreis Kusel gelegenen Gemeinde Haschbach am Remigiusberg zustande. Der Ort hieß 1589 „Haspach“ und 1712 „Aspach“. Zu dem damaligen Zeitpunkt unterstand er dem Münchweiler Tal, einem Lehen des Klosters Hornbach. Im Zuge der rheinland-pfälzischen Verwaltungsreform wurde Haschbach zusammen mit dem Nachbarort Trahweiler zur neuen Gemeinde Henschtal zusammengelegt.